# Sąd rodzinny
Sąd rodzinny – wydział rodzinny i nieletnich w sądzie rejonowym, wyodrębniona funkcjonalnie i organizacyjnie jednostka sądu rejonowego. Zgodnie z ustawą – Prawo o ustroju sądów powszechnych sąd rodzinny zajmuje się sprawami:
- z zakresu prawa rodzinnego i opiekuńczego,
- dotyczącymi demoralizacji i czynów karalnych nieletnich,
- dotyczącymi leczenia osób uzależnionych od alkoholu oraz od środków odurzających i psychotropowych,
- należącymi do sądu opiekuńczego na podstawie odrębnych ustaw[2].

Sprawy, które w pierwszej instancji rozpoznaje sąd rodzinny, w drugiej instancji organizacyjnie należą do właściwości wydziału cywilnego sądu okręgowego, z wyjątkiem spraw przeciwko nieletnim o popełnienie czynu karalnego, jeżeli wobec nieletniego zastosowano środek poprawczy lub gdy środek odwoławczy zawiera wniosek o orzeczenie środka poprawczego. Takie sprawy rozpoznawane są przez wydział karny sądu okręgowego.